# A Night in Tunisia
A Night in Tunisia is een jazznummer van Dizzy Gillespie dat ook door hem is geschreven. Het is onder andere te vinden op het album "The Cooker" van Lee Morgan. De opbouw van het nummer is apart: het a-deel is in afro-cubanstijl, het b-deel is een swing en het c-deel is een interlude waar geen duidelijke stijl in te herkennen is. 